# Cygnus Air

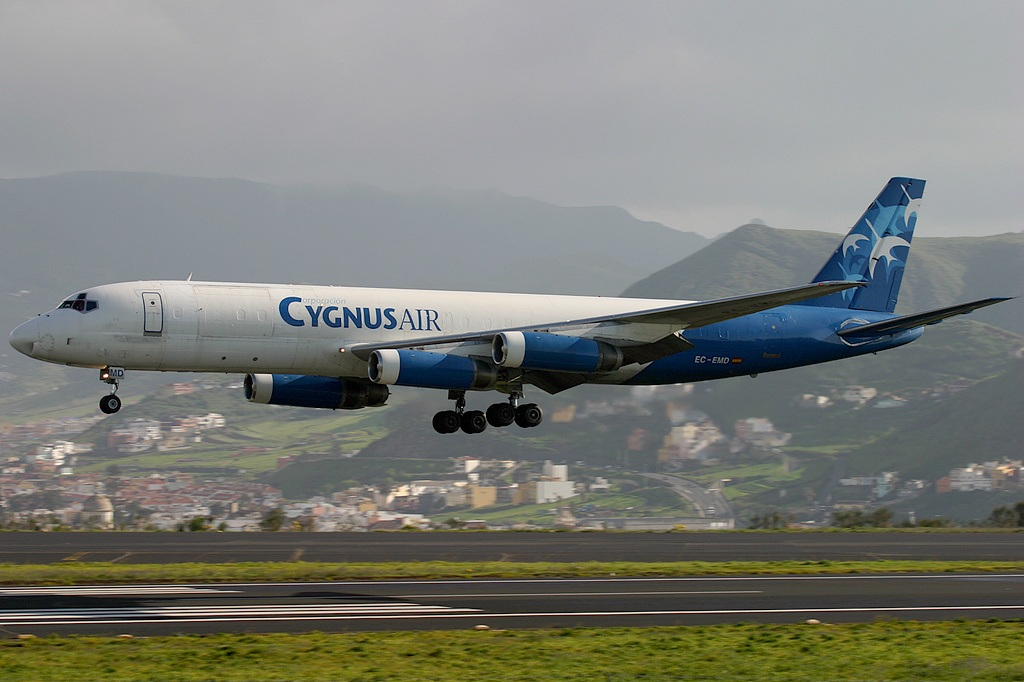
Douglas DC-8-62(F) de Cygnys Air aterrizando en el aeropuerto de Tenerife Norte en 2006.

Cygnus Air (anteriormente conocida como Gestair Cargo) es una aerolínea de transporte de carga con base en Madrid, España.

## Historia
La aerolínea se estableció en 1994. Fue fundada por Regional Airlines de Francia y Gestair de España como Regional Líneas Aéreas. Operó vuelos regulares de pasajeros desde Madrid con una flota de Saab 340 hasta enero de 1998. 
Entonces renació operando servicio de carga con dos Douglas DC8-62F. En julio de 2002 entró en servicio un DC8-73F. En enero de 2011 incorporó un Boeing 767-300(F), añadiendo otro Boeing 767-300(F) en marzo del mismo año. Desde marzo de 2014, ni los DC-8 ni los Boeing 767 forman parte de la flota de la compañía, reduciéndose ésta a 2 Boeing 757-200PCF.
En 2006 cambió su denominación social a Corporación Ygnus Air. En mayo de 2007, su nombre comercial pasó a ser Gestair Cargo, como parte del nuevo posicionamiento de marca realizado por el Grupo Gestair con todas sus filiales. En marzo de 2010 y tras una ampliación de capital, el 73% es propiedad de Imesapi y el 27% de Gestair. Desde diciembre de 2013, IMESAPI (Grupo ACS) pasa a ostentar el 100% del paquete accionarial de la compañía.
En octubre de 2018, IMESAPI vende la compañía al Grupo Swiftair, S.A., manteniendo el nombre comercial e incorporando más Boeing 757-200 cargueros, para totalizar 4 aeronaves, a fecha de diciembre de 2019.

## Flota
La flota de Cygnus Air consiste en los siguientes aviones: 
| Aeronaves         | En servicio | Pedidos | Matrículas                                       | Antigüedad                                       |
| ----------------- | ----------- | ------- | ------------------------------------------------ | ------------------------------------------------ |
| Boeing 757-200PCF | 5           | —       | EC-KLD                                           | 37 años                                          |
| Boeing 757-200PCF | 5           | —       | EC-NHF                                           | 33,7 años                                        |
| Boeing 757-200PCF | 5           | —       | EC-NFN                                           | 33,5 años                                        |
| Boeing 757-200PCF | 5           | —       | EC-NYM                                           | 33,5 años                                        |
| Boeing 757-200PCF | 5           | —       | EC-FTR                                           | 32,1 años                                        |
| Total             | 5           | —       | Edad media de la flota (junio de 2025): 34 años. | Edad media de la flota (junio de 2025): 34 años. |

### Flota histórica
| Aeronaves       | Total | Introducido | Retirado | Matrículas              |
| --------------- | ----- | ----------- | -------- | ----------------------- |
| Airbus A300F    | 1     | 2007        | 2007     | TF-ELE                  |
| Boeing 737-400F | 1     | 2007        | 2008     | EC-KKJ                  |
| Boeing 767-300F | 2     | 2010        | 2013     | EC-LKI y EC-LKV         |
| Douglas DC-8F   | 3     | 2000        | 2009     | EC-EMD, EC-EMX y EC-IGZ |
| Saab 340        | 2     | 1994        | 1998     | EC-GFM y EC-GMI         |